# Cécil von Renthe-Fink
Cécil von Renthe-Fink, född den 27 januari 1885 i Breslau, död den 22 augusti 1964 i München, var en tysk diplomat. Han var riksbefullmäktigad i det av Nazityskland ockuperade Danmark från den 9 april 1940 till november 1942. Han efterträddes av Werner Best.

### Webbkällor
- ”Renthe-Fink, Cécil Karl-August Timon Ernst Anton von” (på tyska). Neue Deutsche Biographie. Arkiverad från originalet den 2 februari 2013. https://www.webcitation.org/6E8N11eSq?url=http://bsbndb.bsb.lrz-muenchen.de/sfz105330.html. Läst 18 januari 2013.